# Khaled Ghorbal
Khaled Ghorbal, né en 1950 à Sfax, est un réalisateur tunisien.

## Biographie
Il étudie le théâtre au Centre d'art dramatique de Tunis, à l'université internationale du théâtre de Paris, à l'université Paris-VIII puis à l'École internationale de théâtre Jacques Lecoq.
Il anime des ateliers de théâtre, dirige la troupe du théâtre de Sfax en Tunisie et devient le directeur de salles d'art et essai. Ghorbal met en scène, écrit pour la scène et monte lui-même sur scène. Entre 1994 et 1998, il coordonne le dispositif « École et cinéma, les enfants du deuxième siècle » lancé par le Centre national de la cinématographie.
Il se lance ensuite dans la scénarisation et la réalisation cinématographique avec son court métrage El Mokhtar qui obtient cinq prix de festivals internationaux, dont le Prix Telcipro et la mention spéciale du jury au Festival international du film d'Amiens en 1996. Son premier long métrage Fatma sort en 2001 et rafle à nouveau de nombreux prix dont le Prix art et essai à la Quinzaine des réalisateurs du Festival de Cannes 2001, le Prix de l'espoir au Festival international du film de Rabat (2001) et le Prix du meilleur réalisateur au Festival international du film du Kerala (2002). Il réalise ensuite un nouveau long métrage Un si beau voyage (2008) avec Farid Chopel.

## Filmographie
- 2001 : Fatma
- 2008 : Un si beau voyage
- 2015 : Zaafrane